# إيتور فرنانديز لوبيز
ايتور فرنانديز لوبيز (بالإسبانية: Aitor Fernández López) (23 أغسطس 1986 في إسبانيا - ) هو لاعب كرة قدم إسباني في مركز الدفاع. لعب مع بونفيرادينا وراسينغ سانتاندير ومومباي سيتي ونادي إيركوليس ونادي بونتيفيدرا ونادي غوادالاخارا ونادي لوغو ونادي ميرانديس ورايو كانتابريا ‏ وإسبانيول ب.

## وصلات خارجية
- إيتور فرنانديز لوبيز على موقع اتحاد أوكرانيا (الإنجليزية)
- إيتور فرنانديز لوبيز على موقع قاعدة بيانات كرة القدم.إي يو (الإنجليزية)
- إيتور فرنانديز لوبيز على موقع Soccerway.com (الإنجليزية)
- إيتور فرنانديز لوبيز على موقع AS.com (الإسبانية)